# Bokstöd

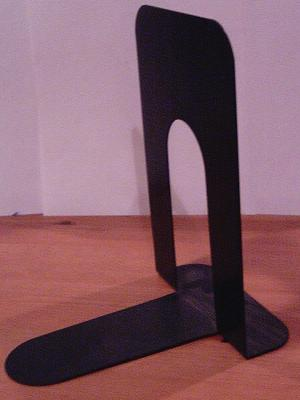
Ett enkelt bokstöd i metall.

Ett bokstöd är ett föremål som används i en bokhylla för att hålla böcker stående upprätt. Bokstöd kan antingen vara enkla, eller konstnärligt utformade.
I kyrkliga sammanhang är bokstöd istället träskivor som bibeln läggs på, ofta vinklade och beklädda med sammet eller annat tyg.
På bibliotek finns bokstöd med information i text eller bild om hyllans ämne. De kallas för knubbar.

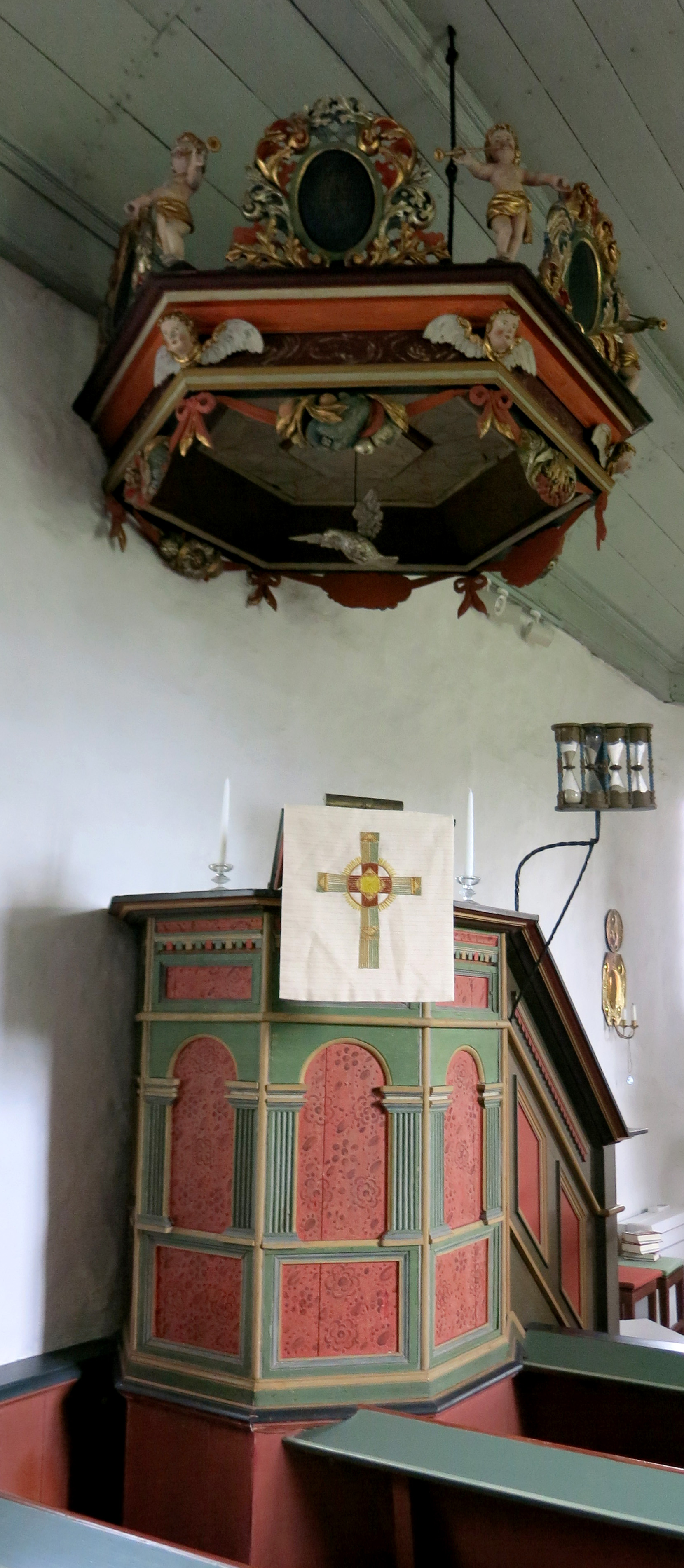
Bokstöd med kläde på predikstol